# Hermosa (Dakota del Sud)
Hermosa és una població dels Estats Units a l'estat de Dakota del Sud. Segons el cens del 2000 tenia 315 habitants.

## Demografia
Segons el cens del 2000, Hermosa tenia 315 habitants, 130 habitatges, i 82 famílies. La densitat de població era de 311,9 habitants per km².
Dels 130 habitatges en un 30,8% hi vivien nens de menys de 18 anys, en un 50% hi vivien parelles casades, en un 8,5% dones solteres, i en un 36,2% no eren unitats familiars. En el 28,5% dels habitatges hi vivien persones soles el 13,1% de les quals corresponia a persones de 65 anys o més que vivien soles. El nombre mitjà de persones vivint en cada habitatge era de 2,42 i el nombre mitjà de persones que vivien en cada família era de 2,98.
Per edats la població es repartia de la següent manera: un 26% tenia menys de 18 anys, un 7% entre 18 i 24, un 27,9% entre 25 i 44, un 26% de 45 a 60 i un 13% 65 anys o més.
L'edat mediana era de 37 anys. Per cada 100 dones de 18 o més anys hi havia 102,6 homes.
La renda mediana per habitatge era de 35.341 $ i la renda mediana per família de 37.031 $. Els homes tenien una renda mediana de 29.000 $ mentre que les dones 16.750 $. La renda per capita de la població era de 13.147 $. Entorn del 8% de les famílies i el 9,1% de la població estaven per davall del llindar de pobresa.

## Poblacions més properes
El següent diagrama mostra les poblacions més properes.